# نوغاي
نوغاييّون (باللغة النوغاييّة: Ногай، بالروسيّة: Ногайцы) ويُعرفون أيضاً: نوقلاييّون أو نوغلاييّون، شعوب تركيّة تعيش في جنوب روسيا على وجه التحديد: شمال جمهوريّة داغستان وكراي ستافروبول وجمهوريّة قراتشاي - تشيركيسيا وأوبلاست أستراخان وأجزاء من جمهوريّة الشيشان كما يعيشون كأقليّات في مناطق روسيّة أخرى وبلدان الاتحاد السوفييتي السابق، يتحدث النوجاييّون اللغة النوغاييّة وتعود أصولهم إلى قبائل تركيّة عديدة خصوصاً قبيلة القبجاق، غالبيّة النوجاي مسلمون سنّة يتبعون كمعظم الأتراك المذهب الحنفي.

## التاريخ
يعود اسم نوغاي إلى نوغاي خان (توفي 1299/1300، حفيد حفيد جنكيز خان)، وهو جنرال على خانية القبيلة الذهبية (دولة مغول القفجاق). شكلت قبيلة المغول التي تسمى منغوت نواةً لخانية القبيلة الذهبية. دعمت خانية القبيلة الذهبية خانية أستراخان، وبعد غزو روسيا لأستراخان في عام 1556، نقلوا ولاءهم إلى خانية القرم. حمى النوغاييون الحدود الشمالية لخانية القرم، ومن خلال غارات منظمة على المنظمة السلافية البرية المأهولة. هاجر العديد من النوغايين إلى شبه جزيرة القرم لخدموا لدى خيالة فرسان خان القرن. بوجودهم هناك، ساهموا في تكيل تتار القرم. قاموا بتربية مختلف القطعان وهاجروا موسميًا بحثًا عن مراع أفضل لحيواناتهم. كان النوجايون فخورين بتقاليدهم البدوية واستقلالهم الذي يعتبرونه أفضل من الحياة الزراعية المستقرة.
بدأ تسجيل تاريخ النوغايين لأول مرة عندما وصل ممثلو الدولة العثمانية إلى منخفضات تيريك كوما، حيث كان النوغاييون يعيشون كعشائر ورعاة مارقين. كان هناك زعيمان رئيسيان: يوسف ميرزا وإسماعيل ميرزا (بيه (لقب عثماني) خانية القبيلة الذهبية بين عامي 1555 و1563). أيد يوسف ميرزا الانضمام إلى العثمانيين. إلا أن أخاه إسماعيل ميرزا، الذين كان متحالفًا مع الروس، نصب كمينًا ليوسف وأعلن زعامته تحت الحكم الروسي. بعد ذلك، هاجر أنصار يوسف ميرزا إلى القرم ويديسان، لينضموا إلى خانات القرم. حمل مؤيدو يوسف اسم «قارا»، الذي أسماه القرم لاحقًا «كيشي» (تعني صغير «خانية القبيلة الذهبية الصغرى» – تأسست في عام 1557 على يد ميرزا كازي). أولئك الذين ظلوا في غرب كازاخستان اليوم وشمال القوقاز (خانية القبيلة الذهبية الكبرى) أخذوا اسم أولي (بمعنى قوي).
هاجر نحو 500 ألف فرد نوغايي إلى تركيا التي نعرفها اليوم حوالي القرن السادس عشر ميلادية، بعد خانية القبيلة الذهبية. واستقروا في المدن التالي: شانلي أورفة، غازي عنتاب، قرشهر، وإسكي شهر، أضنة، ومرعش، وأفيون، وبورصة. لم يعد هؤلاء النوغيين يتكلمون لغة نوغاي بعد الآن والبعض منهم لا يعرفون أصولهم؛ إلا أن قراهم تملك جمرك نوغاي.
في بداية القرن السابع عشر، هاجر أسلاف القلميقيين، الأويرات، من سهوب جنوب سيبيريا على ضفاف نهر إيرتيش إلى منطقة الفولجا السفلى. ظهرت عدة نظريات في محاولة تفسير هذه الخطوة، إلا أن وجهة النظر المقبولة عمومًا تقول أن القلميقيين سعوا للبحث عن مراعٍ وفيرة لقطعانهم. وصلوا إلى الفولغا في نحو العام 1630. تلك الأرض لم تكن مرعىً وفيرًا بشكل لا جدال فيه، ولكن خانية القبيلة الذهبية لم تكن كذلك أيضًا. طرد القلميقيون النوغايين الذين فروا إلى سهول شمال القوقاز وخانية القرم، تلك الأراضي التي كانت تحت حكم الإمبراطورية العثمانية. سعت بعض مجموعات النوغاي إلى طلب الحماية من قوات الحامية الروسية في أستراخان. أصبحت القبائل التركية البدوية المتبقية خدمًا للخان القلميقي.
بعد الضم الروسي لشبه جزيرة القرم في العام 1783، احتل المستوطنون السلافيون أراضي نوغاي الرعوية، إذ لم يكن لدى النوغاي وقتها إقامة دائمة. خلال سبعينيات وثمانينيات القرن الثامن عشر، قامت كاثرين العظيمة بتوطين نحو 120 ألف نوجايي من بيسارابيا والمناطق الواقعة شمال شرق بحر آزوف إلى منطقة كوبان والقوقاز. في العام 1790، وخلال الحرب الروسية العثمانية، أمر الأمير جريجوري بوتيمكين بإعادة توطين بعض أسر نوجاي من القوقاز (إذ كان يخشى انشقاقهم عن العثمانيين) إلى الساحل الشمالي لبحر آزوف. من خلال معاهدة يازي في عام 1792، امتدت الحدود الروسية إلى نهر دنيستر، واكتمل استيلاء روسيا على مدينة يديسان. نقلت معاهدة بوخارست لعام 1812 بودياك لتصبح تحت السيطرة الروسية.